# Hemiboea ovalifolia
Hemiboea ovalifolia är en tvåhjärtbladig växtart som först beskrevs av Wen Tsai Wang, och fick sitt nu gällande namn av A. Weber och Mich. Möller. Hemiboea ovalifolia ingår i släktet Hemiboea och familjen Gesneriaceae. Inga underarter finns listade i Catalogue of Life.